# Facultatea de Teologie Ortodoxă a Universității din București
Facultatea de Teologie Ortodoxă este una dintre facultățile Universității din București. Facultatea se află sub jurisdicția comună a Bisericii Ortodoxe Române și a Ministerului Educației Naționale.

## Istoric
După Unirea Principatelor s-a simțit nevoia înființării unei facultăți de Teologie Ortodoxă. Repetatele încercări ale unor ierarhi și ale Sinodului General al Bisericii Ortodoxe Române au dus în cele din urmă la deschiderea oficială în cadrul Universității din București a acestei facultăți la 12 noiembrie 1881.
Din 4 august 1948, Facultatea de Teologie din  București se transformă în Institutul Teologic de Grad Universitar, iar personalul didactic și administrativ, împreună cu prevederile bugetare respective, trec de la Învățămîntul public la Ministerul Cultelor.
În perioada comunistă, instrumentalizarea Bisericii Ortodoxe Române de către regimul comunist s-a manifestat și prin controlul strict al absolvenților învățământului teologic. Facultatea de Teologie prin articolul 54 din decretul 177/1948 se transformă în Institut Teologic de grad Universitar iar prin articolul 46 al aceluiași decret,  diplomele eliberate în învățământul teologic nu mai sunt recunoscute de către Ministerul Învățământului ci doar de Biserică, conform principiului de separare între Biserică și Stat. Cu 43 de ani mai târziu, în 1991, Institutul Teologic de grad Universitar redevine Facultatea de Teologie Ortodoxă din cadrul Universității București și este din nou recunoscută ca instituție națională de Stat de către Ministerul Învățământului și Secretariatul de Stat pentru Culte, prin Protocolul Nr. 9870/3.05.1991 încheiat cu Patriarhia Română.
Începînd din anul universitar 1991-1992, Institutul a revenit în Universitate cu statutul de facultate care avea inițial două specializări: „Teologie Litere” și „Teologie Asistență Socială”. Din anul 1995 au fost înființate alte două noi specializări: „Teologie Patrimoniu Cultural” și „Teologie Limbi Clasice (Greacă și Latină)”. În anul 1996 a fost aprobată specializarea „Teologie Pictură Bisericească”.
În prezent, facultatea are patru specializări: „Teologie Ortodoxă Pastorală”, „Teologie Ortodoxă Didactică”, „Teologie Socială și Artă Sacră”, cu o durată de 3 ani – licență, 2 ani – master, 3 ani - doctorat. Specializarea „Teologie Ortodoxă Pastorală” își păstrează durata de 4 ani.
Studenții de la specializarea „Teologie Didactică” pot obține competențe pentru predarea Limbii și Literaturii Române și a limbilor engleză și franceză, numai dacă în timpul celor șase semestre, vor obține minimum 60 de credite, urmînd și cursuri ale facultăților de profil la Universitatea din București.
Printre personalitățile care au predat sau care s-au format aici poate fi menționat Patriarhul Teoctist.

## Studii
Facultatea are următoarele catedre:
- Teologie biblică
- Teologie istorică
- Teologie sistematică
- Teologie practică
- Teologie artă sacră
- Teologie litere

Domenii de licență: Teologie.
Specializări: Teologie Ortodoxă Pastorală (ZI), Teologie Ortodoxă Didactică (ZI), Teologie Socială (ZI), Artă Sacră (ZI).
- Număr de cadre didactice titulare - 89
- Număr de studenți - 1393
- Număr de masteranzi - 327
- Număr de doctoranzi - 49

Posibilități de încadrare:
- Ca preoți, reprezentanți ai bisericii ortodoxe, specialiști în domenii precum: Teologie Ortodoxă Pastorală, Teologie Ortodoxă Didactică, Teologie Ortodoxă Socială, Artă Sacră.
- Cei mai buni absolvenți pot ocupa prin concurs posturi de preparator sau asistent în învățămîntul superior.
- Absolvenții specializării Teologie Ortodoxă Pastorală pot fi hirotoniți ca preoți pentru parohii sau pentru capele (în spitale, azile, unități militare, penitenciare) sau se pot axa pe cercetare.
- Absolvenții specializării de Teologie Ortodoxă Didactică se pot titulariza ca profesori de religie în învățămîntul preuniversitar.
- Absolvenții specializării Teologie Socială pot profesa ca asistenți sociali pe lîngă parohii, protopopiate și centre eparhiale, azile, fundații, centre de ocrotire a minorilor ș.a.m.d., aflate sub patronajul Bisericii și al unor diverse asociații.
- Absolvenții specializării Teologie Artă Sacră pot deveni pictori bisericești, restauratori, de biserici sau de pictură bisericească.